# Luís Aranha de Vasconcelos
Luís Aranha de Vasconcelos (? - ?) foi um administrador colonial que governou o Grão-Pará (de 18 de outubro de 1627 a maio de 1630) e o Maranhão.